# مجهر مستقطب

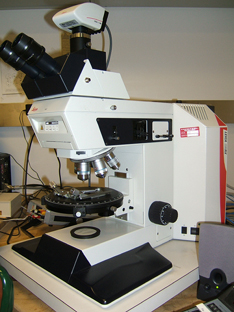
نموذج لمجهر بتروغرافي (مجهر مستقطِب) يُسْتَخْدَم في فحص الخصائص البصرية للمعادن.

المجهر الاستقطابي أو مجهر استقطاب أو المجهر المستقطِب أو مجهر فحص الصخور أو المجهر البتروغرافي (ملاحظة 1) هو أهم أنواع المجاهر المستخدمة في دراسة الشرائح الرقيقة للصخور والمعادن، وكذلك في دراسة حبيبات المعادن المغمورة في السوائل، كما يتم استخدام المجهر البتروغرافي أيضا في معامل الكيمياء وعلم التربة وعلم الأدوية وعلم الفلزات. ويشترك المجهر البتروغرافي مع مختلف المجاهر في نفس التصميم، وأسس العمل، والتركيب.

## مكونات المجهر المستقطب (البتروغرافي)
يتكون المجهر البتروغرافي من ثلاثة أجزاء رئيسية وهي:
1. الحامل (بالإنجليزية: Stand).
2. النظام البصري (بالإنجليزية: Optical System).
3. منشورا نيكول (بالإنجليزية: Nicol prism).

### حامل المجهر
ويشمل كل الأجزاء الميكانيكية الخاصة بالمجهر تقريبا، والتي تشمل القاعدة والذراع المسرح، ويوجد ببعض المجهرات مِفصل أسفل الذراع يمكن بواسطته إمالة أنبوبة المجهر والمسرح بحيث يناسب مستوى العين لأي فرد يعمل به، وفي بعض المجهرات يوجد مشبك وهو عبارة عن مسمار لولبي لتثبيت المسرح عند أي وضع مطلوب، كما يوجد فوق المسرح مشبكان لمسك المقطع عند اختباره، وتتصل أنبوبة المجهر ببقية الحامل بواسطة جدار مسنن متين تتحرك عليه الأنبوبة بسهولة، ويتم ذلك بواسطة زوجين من العجل، أحدهما كبير ويسمى باسم الضابط التقريبي (بالإنجليزية: coarse adjustment)، وزوج آخر يعرف بالضابط الدقيق (بالإنجليزية: fine adjustment)، فعند ضبط المسافة بين العدسة الشيئية وشريحة المعدن تكون الشريحة واضحة الرؤية وذلك لأنه يتم تحريك الضابط التقريبي أولا، ثم بعده الضابط الدقيق لكي تظهر جميع تفاصيل الشريحة بوضوح تام. وفي بعض المجهرات تنتهي تلك الأنبوبة بإطار متحرك في دائرة ومثبتاً به شيئيتان أو أكثر مختلفة القوى، حيث يكون البعد البؤري لهذه الشيئيات مضبوطا بحيث يمكن تغييرها دون الحاجة إلى إعادة ضبط العدسة الشيئية الجديدة إلا بحركة بسيطة للضابط الدقيق، وخصوصا إذا تم استعمال عدسة شيئية عالية القوة.

### النظام البصري

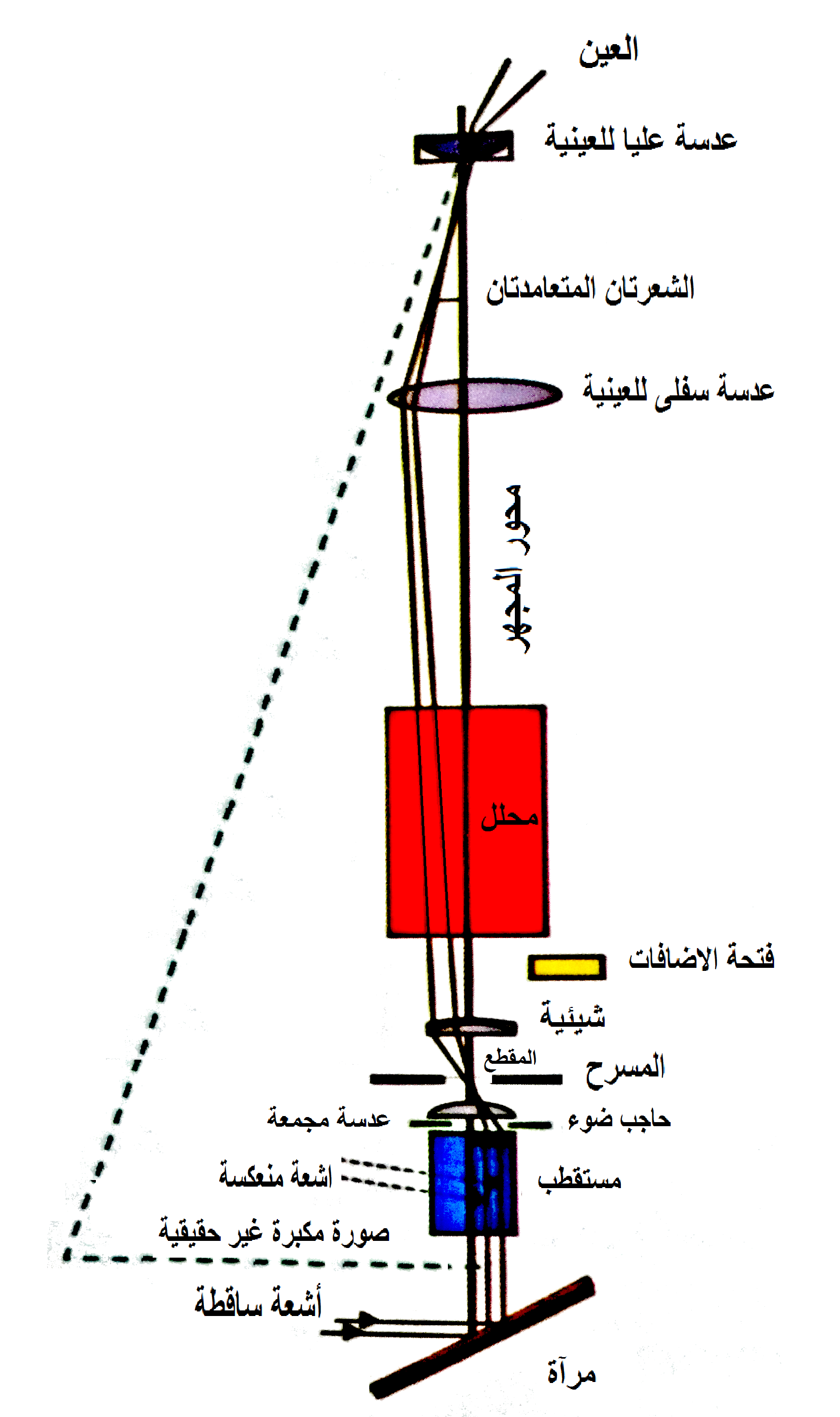
قطاع رأسي يوضح مسار الضوء في المجهر البتروغرافي.

يوجد بجميع أنواع المجاهر المختلفة مجموعة بصرية تشمل على مرآه عاكسة أو مصدر ضوء، وعدسات شيئية مختلفة القوى وكذلك العدسات العينية لأن استعمال القوى المختلفة للعدسات يؤدي إلى الحصول على تكبيرات مختلفة لصورة الشريحة، بالإضافة لعدسة برتراند.
من الأمور الضرورية لكي تكون جميع الأجزاء البصرية في المجهر على خط واحد ينطبق مع محور أنبوبة المجهر، وهذه الخاصية لا بد من توافرها خاصة بالنسبة لمجهر له مسرح يدور، وهذا يعني أنه عندما يدور المسرح يجب أن يبقى أي جسم موجود عند تقاطع الشعرتين المتعامدتين، مثلا في مكانه، لكن إذا تحرك الجسم من مكانه مع دوران المسرح فهذا يعني أن المجهر أو المسرح يكون غير متمركز (أي أن محور دورانه لا ينطبق مع محور أنبوبة المجهر)، ويلزم لمركزة المجهر أو المسرح عندئذ إما ضبط محور المسرح على محور الشيئية أو العكس.
وتتم المركزة بإحدى الطريقين بواسطة مسمارين يعرفا باسم مسماري المركزة حيث أن في بعض المجهرات تكون المركزة بالنسبة للمسرح الدوار، وفي أنواع أخرى تكون بالنسبة للشيئية، وتتم عملية المركزة في كل الحالات بتحريك العدسات من جانب لآخر بواسطتهما.

#### الإضاءة
معظم المجاهر الحديثة مجهزة بإضاءة صناعية مثبتة في قاعدة المجهر لتكون للضوء النافذ خلال شرائح المعادن والصخور، فالضوء من مصباح كهربائي موجه إلى أعلى المجهر، مع وجود مجموعة من العدسات والمرايا التي تمرر الضوء خلال أنبوبة المجهر، وتستخدم قطعة من الزجاج الأزرق (مرشح أزرق) كي يجعل الضوء الأصفر اللون ضوءاً أبيضاً يقارب ضوء الشمس، ويمكن التحكم في شدة الإضاءة باستخدام ريوستات التحكم (بالإنجليزية: rheostat control)، أو باستخدام مرشحات الضوء.
كما أن بعض المجاهر تكون مجهزة بحاجب الضوء مثبت بقاعدة المجهر، ويستخدم في تحديد حجم منطقة الإضاءة في الشريحة المدروسة.
بعض المجاهر القديمة كان يُستخدم مرآة تكون عادة ذات سطحين، أحدهما مقعر والآخر مستوي، وتستعمل المرآه لاستقبال الضوء الطبيعي من نافذة مفتوحة مثلا أو من مصدر ضوئي كمصباح كهربائي.

#### العدسات
وهي من المكونات الأساسية لجميع أنواع المجاهر المختلفة، وهي عبارة عن وسائل بصرية لانكسار الضوء أثناء مروره بها، وتصنع من مواد شفافة أيزوتروبية كالزجاج، ولها أسطح كروية حيث يكون سطحا العدسة إما متساويا الانحناء أو مختلفي الانحناء، وذلك طبقا للغرض الذي تستخدم العدسة لأجله، ويعرف الخط الواصل بين مركزي الانحناء في العدسة الواحدة باسم «محور العدسة»، وطبقا لكيفية انكسار ومرور الضوء في العدسة ونوعية الصور الناتجة عنها، فهي توصف بأنها عدسة محدبة (مجمعة) أو مقعرة (مفرقة).
العدسات الموجودة في المجهر المستقطب هي عدسات شيئية، وعدسات عينية، وعدسة برتراند.

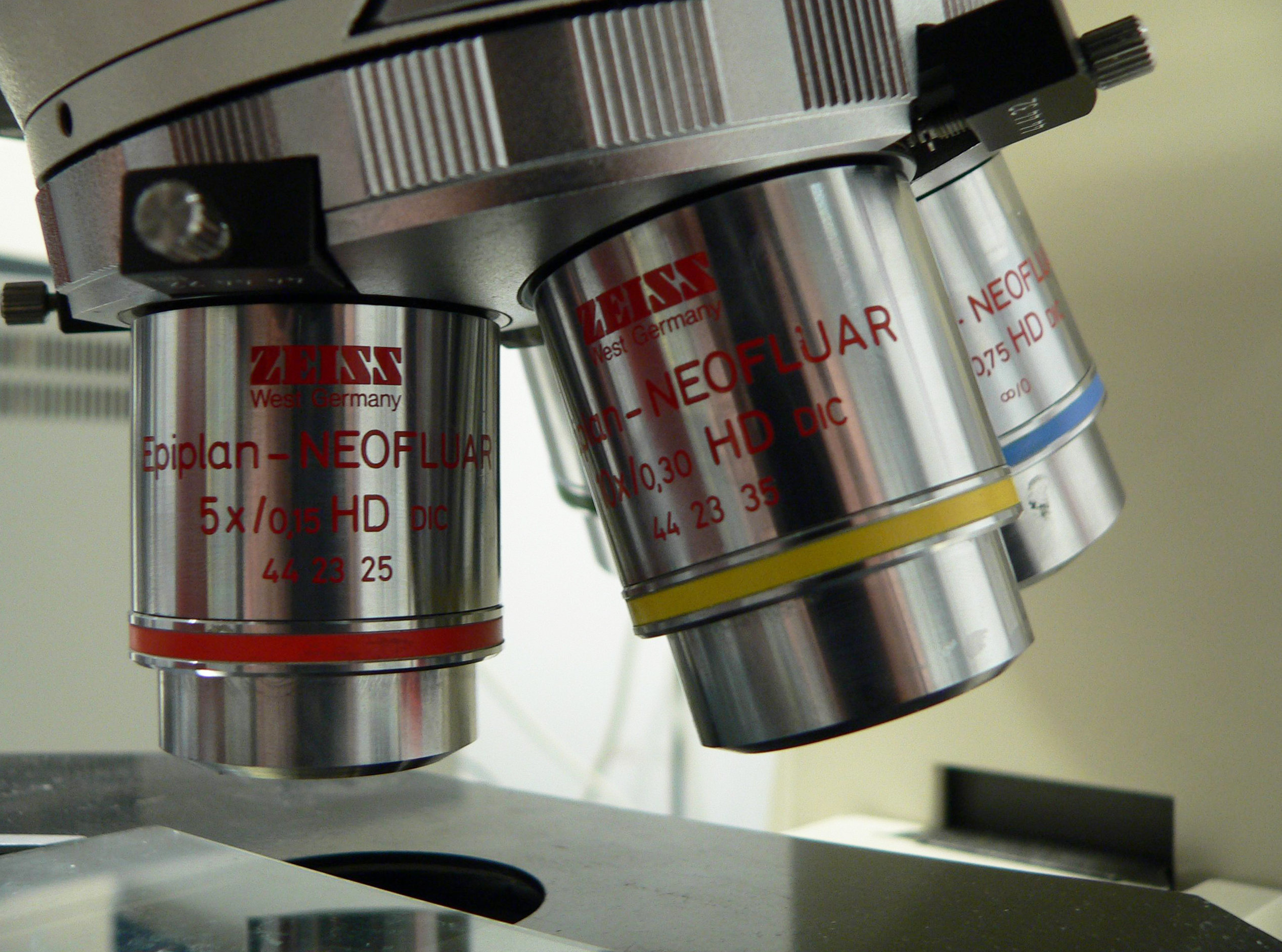
عدسات شيئية تحت مجهر بقوى تكبير مختلفة

- العدسات الشيئية: وهي التي تقوم بعمل التكبير للنظام البصري، ولذلك تعتبر «قلب المجهر»، وهي مثبتة على قرص متحرك بالطرف السفلي للأسطوانة المعدنية وتكون قريبة من الشيء المراد تكبيرة، معظم المجاهر البتروغرافية تكون مجهزة بثلاث عدسات شيئية بقوة تكبير *2.5، *10، و*40.[8]
- العدسة العينية: تقوم بتكبير الصورة الناتجة عن العدسة الشيئية، وتصنع العينيات بطرق مختلفة وهي مثبتة في الطرف العلوي للأسطوانة المعدنية الموجودة في أعلى جزء من المجهر ومن خلال هذه العدسة تنظر العين إلى الداخل لرؤية العينة المراد فحصها، والتكبير العادي للعينيات يكون غالبا بين *5 و*12، والتكبير الكلي للمجهر يكون حاصل ضرب تكبير العدسة العينية في تكبير العدسة الشيئية.[8] والشعرتان المتعامدتان أو أية علامات أخرى في العينية يتم ضبطها في وضع الرؤية، بدوران الجزء العلوي من العدسة للداخل أو الخارج في أنبوبة المجهر، وهذا الضبط للعينية يكون في أحسن وضع عندما تكون الصورة في المجهر خارج وضع البؤرة أو عدم وجود شيء على مسرح المجهر، وهذا النوع من الضبط للعينية يجعل أعين المستخدم للمجهر في ظروف مريحة ولا يسبب إجهاد للعينين.[8]
- عدسة برتراند: وهي عدسة صغيرة تقع مباشرة تحت العدسة العينية، وهي موضوعة على شريحة متحركة داخل أنبوبة المجهر، كما يمكن ادخالها أو ازاحتها بسهولة من مسار الضوء داخل المجهر، وعمل هذه العدسة هو السماح للمشاهد أو مستخدم المجهر برؤية بعض الظواهر أو الصفات البصرية التي تعرف بصور التداخل التي ترى بالقرب من السطح العلوي للشيئية، حيث لرؤيتها يجب إزالة العدسة العينية، ولكن في حالة استخدام عدسة برتراند يمكن مشاهدة صور التداخل في وجود العينية.[10]
- مجموعة العدسات المجمعة تحت المسرح: وهي تقع تحت المسرح الدائري للمجهر، وتشمل المستقطب السفلي (النيكول السفلي)، وحاجب الفتحة، والعدسات المجمعة، والعدسات المجمعة المساعدة، وواحد أو أكثر من المرشحات. وهذه المجموعة مثبتة ميكانيكيا بحيث يمكن رفعها أو خفضها تحت المسرح، وتتكون مجموعة العدسات المجمعة من كل من:
  - المستقطب السفلي: ويسمى بالنيكول السفلي، في معظم المجاهر الحديثة يتكون من قطعة من فيلم مستقطب مثبت في حلقة يمكن إدارتها على الأقل بمقدار 90 درجة أو 180 درجة أو 360 درجة، وهذا يجعل من الممكن التحكم في اتجاه ذبذبة الضوء المستقطب المار خلال المجهر، واختبار الوضع المطلوب لاتجاه ذبذبة الالمستقطب السفلي.[10][11]
  - فتحة الحاجب: وهو عبارة عن حاجب للضوء مثبت إما فوق العدسة المجمعة الثابتة أو تحتها، والعمل الأساسي لفتحة الحاجب هو الضبط والتحكم في حجم مخروط الضوء الذي يمر خلال المجهر، غلق فتحة الحاجب يقلل حجم مخروط الضوء، وبالتالي يزيد التباين في الصورة التي نراها خلال المجهر، وليس الغرض من استخدام فتحة الحاجب ضبط شدة الإضائة وإنما ريوستات التحكم (بالإنجليزية: rheostat control) أو المرشحات الطبيعية هي التي تستخدم للتحكم في شدة الضوء.[10]
  - العدسات المجمعة المكثفة: تقوم بتجميع الضوء وتركيزه على منطقة من العينة تقع مباشرة تحت العدسة الشيئية، العدسة المجمعة الثابتة عادة ما يكون لها فتحة عددية مساوية تقريبا للفتحة العددية الشيئية، وذلك لأن الضوء الواصل إلى العينة من العدسة المجمعة الثانية يتجمع فقط، وبالتالي الإضاءة الناتجة تسمى بالإضاءة الأرثوسكوبية (بالإنجليزية: Orthoscopic illumination).[10]
  - العدسات المجمعة الجامعة الإضافية: وتكون مثبتة في حامل متحرك كي يمكن إخراجها أو إدخالها في مساء الضوء، وعملها هو توفير إضاءة كونوسكوربية، واليت تتكون من إضاءة مجمعة قوية. هذه العدسة يمكن تحريكها في مسار الضوء لتسمح بإنتاج الظاهرة البصرية التي تعرف بصورة التداخل، والتي يمكن دراستها باستخدام عدسة شيئية عالية القوة، وليست كل المجاهر المتوفرة مزودة بالعدسة المجمعة المساعدة، وبالتالي فإن التغير في درجة تجمع الإضاءة يمكن تنفيذه، وذلك بضبط حاجب الفتحة أو برفع أو خفض العدسة المجمعة، ولكن تلك الطريقة غير فعالة كلية.[10]

### منشورا نيكول

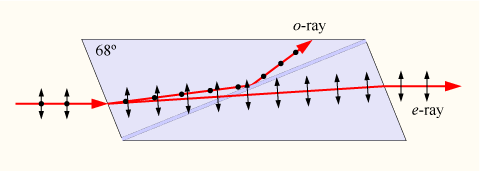
صورة توضح مسار الضوء في منشور نيكول

وهما منشوارن أحدهما المنشور السفلي (والذي تم إيضاحه ضمن مكونات العدسات المجمعة تحت المسرح)، والآخر المنشور العلوي ويعرف أيضا باسم المُحلل (بالإنجليزية: analyzer). يقع المنشور (أو المستقطب) العلوي فوق العدسة الشيئية، وهو موضوع داخل شريحة معدن متحركة لكي يمكن بسهولة إدخالها أو إزاحتها من مسار الضوء. وتتركب من نوعية جيدة من فيلم مستقطب بصريا، على الرغم من أن منشور نيكول أو مكافئاته تم استخدامها في العديد من المجاهر القديمة. ويمكن ضبط اتجاه الذبذبة في المستقطب العلوي في بعض المجاهر. ولكن في العديد من المجاهر يكون اتجاه الذبذبة في المستقطب العلوي ثابتا، ولا يمكن تغيير اتجاهه.
اتجاه الذبذبة في المستقطبين السفلي والعلوي موضوع بحيث يكونا متعامدين على بعضهما البعض. عند إدخال المستقطب العلوي (المُحلل) في مسار الضوء، فإن النيكولين أو المستقطبين يكونا في حالة «تعامد». وفي عدم وجود أي شيء على مسرح المجهر، فإن مجال الرؤية في المجهر يكون مظلما (اسود)، وذلك لأن الضوء المستقطب المستوي الذي يمر من المستقطب السفلي يُمتص (يُمنع مروره) من خلال المُحلل. إذا أزيل المستقطب العلوي:، فإن المستقطبين يكونا غير متعامدين وتكون الرؤية خلال المجهر مضيئة، لأن الضوء الذي يصل لعين المشاهد من خلال المجهر هو المستقطب السفلي فقط، وهو ضوء مستقطب مستوي.

### الشرائح المساعدة
وهي مجموعة من الشرائح المعادلة، حيث توجد فتحة في أنبوبة المجهر فوق العدسات الشيئية مباشرة، وذلك لإدخال الشرائح المساعدة، ولكل شريحة من هؤلاء إطار من المعدن حيث يوجد العنصر البصري في ثقباً دائرياً بمنتصف الشريحة المعدنية، وأهم الشرائح المساعدة التي يتم استخدامها (شريحة الجبس، وشريحة الميكا، وإسفين الكوارتز).
- شريحة الجبس: وتعرف أيضا باسم «شريحة واحد طول موجي (1λ)» أو «أحمر الرتبة الأولى». العنصر البصري في تلك الشريحة عادة ما يكون من معدن الجبس أو الكوارتز تكون مقطوعة بسمك معين وتوضع بين قطعتين من الزجاج في إطار المعدن.[12]
- شريحة الميكا: أو «شريحة ربع طول موجي (λ¼)» تتكون من قطعة من معدن المسكوفيت أو الكوارتز، وتكون أيضا مقطوعة بسمك معين وموضوعة بين قطعتين زجاجيتين بإطار معدني كما في شريحة الجبس.[12]
- وتد الكوارتز: عبارة عن قطعة من معدن الكوارتز مقطوعة على هيئة وتد، وملحومة بين قطعتين من الزجاج. وتوضع الشريحة في إطار من المعدن بحيث يكون الطرف السميك بالقرب من مقبض الشريحة، ويبين وتد الكوارتز تغيراً في السمك على عكس الشريحتين الأخرتين من الصفر إلى سمك معين، وكذلك يعطي تغيرا في الطول الموجي من 0λ إلى 3λ.[12]

## الخصائص البصرية للمعادن تحت المجهر البتروغرافي

### الخصائص تحت الضوء العادي
- اللون (بالإنجليزية: Color): وهو أحد الظواهر المميزة للمعدن وأهمها، وتختلف ألوان العينات اليدوية عن ألوان القطاعات تحت المجهر حيث يبلغ سمك القطاع 30 ميكرون أو 0.03 ملم، وتتم دراسة القطاع هل هو ملون أو عديم اللون فإذا كان ملوناً يتم تمييز درجة اللون فاتح أم غامق.[13]
- الشكل البلوري والهيئة (بالإنجليزية: crystal form & habit): ويتم وصف البلورة من ناحية الشكل البلوري (كاملة الأوجه أو ناقصة الأوجه أو عديمة الأوجه)، ومن ناحية الهيئة (منشورية أو شعاعية أو حبيبية أو عمدانية أو صفائحية أو إبرية).[14]

- الانفصام (بالإنجليزية: Cleavage): وهي عبارة عن مستويات ضعف لها علاقة بالتركيب الذري الداخلي للمعدن وتظهر على شكل خطوط متوازية والمسافات بينها ثابتة.[14]

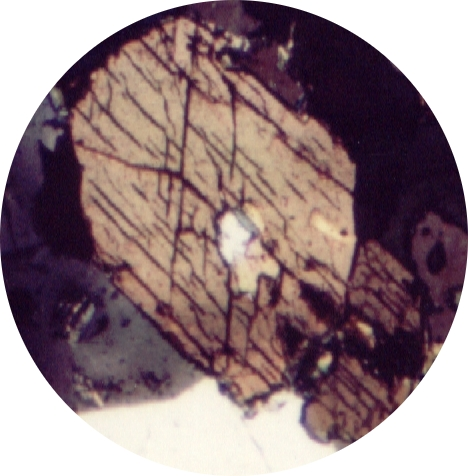
صورة تبين الانفصام لمعدن الأمفيبول.

- التشققات (بالإنجليزية: Cracks): وهي عبارة عن كسور عشوائية وليس لها اتجاه معين وليس لها علاقة بالتركيب الذري الداخلي. وتحدث بعد تكون المعدن وتعتبر من أهم الخواص المميزة لبعض المعادن مثل الأولفين.[15]

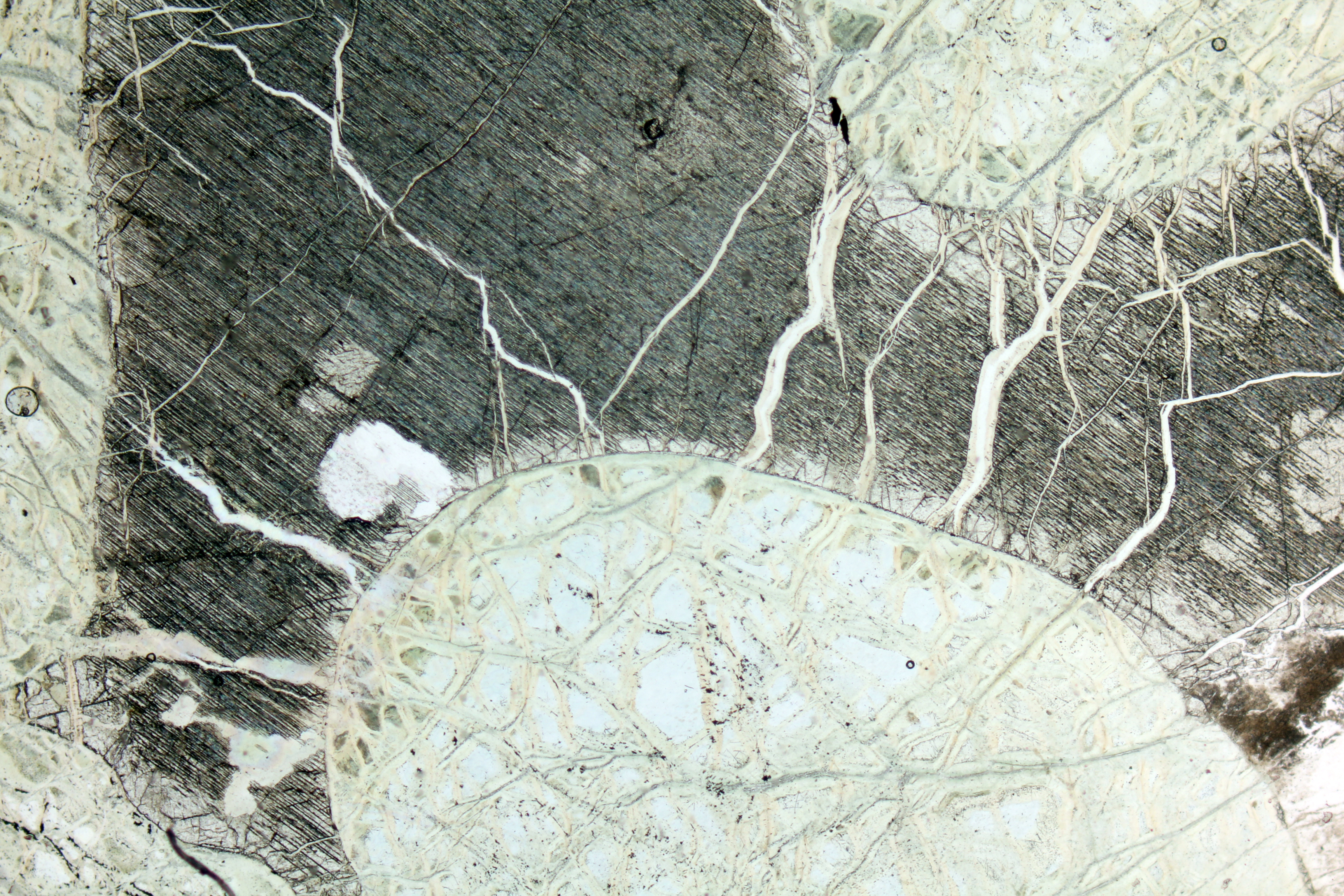
تشققات في عينة للأوليفين

- الانفصال (بالإنجليزية: Parting):عبارة عن خطوط مستقيمة ومتوازية لكن المسافات بينها غير ثابتة.[13]
- المحتويات (بالإنجليزية: Inclosion): وهي عبارة عن أجسام غريبة عن تركيب المعدن وموجودة داخل المعدن وقد تكون غازية أو سائلة أو صلبة.[13]

صورة موضحة لصفتي الانفصال والإحتواء لمعدن البيريوتيت في هيدروكسيد الحديد

- التحلل (بالإنجليزية: Alteration): حيث يظهر سطح المعدن تحت المجهر عديم اللون وعند تعرضه لعمليات التجوية يتحول إلى معدن طيني فيظهر سطحه تحت المجهر غير نقي مثل معدن البلاجيوكليز.[15]

### الخصائص تحت الضوء المستقطب
- التغير اللوني (بالإنجليزية: Pleochroism): وتظهر هذه الصفة في بعض المعادن عن دوران المسرح حيث يتغير لون المعدن كما يوضح الشكل التالي التغير اللوني لمعدن اليودريت.[15]
- التضاريس (بالإنجليزية: Relief): ويعد سبب ظهوروها هو الاختلاف في معملات انكسار المعدن والوسط المحيط به (كندا بلسم)، وتعتمد شدة وضوح التضاريس وبروزها على الفرق العددي بين معامل انكسار المعدن ومعامل انكسار الوسط وعلى هذا قسمت التضاريس إلى ثلاثة أقسام:
  - تضاريس مرتفعة (بالإنجليزية: Strong relief) : وفيها يكون الفرق العددي بين معامل انكسار المعدن ومعامل انكسار الوسط كبير جداً ويظهر تحت المجهر.
  - تضاريس متوسطة (بالإنجليزية: Moderate relief): وفيه تكون درجة وضوح المعدن متوسطة.
  - تضاريس منخفضة (بالإنجليزية: Low relief): وفيه يكون الفرق العددي بين معامل انكسار المعدن ومعامل انكسار الوسط صغير جداً وبذلك تصعب علي رؤية التضاريس.[15]

- الوميض أو التلألؤ (بالإنجليزية: Twinkling): هو اختلاف درجة وضوح بروز بعض المعادن أثناء دوران قرص مسرح المجهر نتيجة لتغير معاملات الانكسار من اتجاه لآخر داخل المعدن (أي الاختلاف الكبير بين قيم معاملات الانكسار لنفس المعدن الغير تجانسي)، فمثلاً معدن الكالسيت معدن ثنائي الانكسار (ع = 1.658، غ = 1.486) ونتيجة لذلك يكون لمعظم قطاعاته اتجاها ذبذبة بالنسبة للضوء المار به. وعند إدارة مسرح المجهر يعرض المعدن في أحد المواضع سطحاً خشناً وحدود واضحة المعالم وانفصام واضح (بروز قوي). ويعرض الكالسيت النهاية القصوى للتضاريس عندما تكون ذبذبة غ موازية للمستقطب وهذا يعني أن لكل من اتجاهي الذبذبة معامل انكسار خاص به وينتج عن إدارة المسرح بسرعة تغير سريع في البروز (عالي ثم ينخفض) يوصف بأنه تلألأ أو وميض.[15]

الوميض في عينة للكالسيت تحت المجهر

## المقارنة بالمجهر الضوئي العادي
يختلف المجهر المستقطب عن المجهر المتستخدم في الدراسات الحيوية في عدة أشياء:
- مسرح المجهر البتروغرافي مستدير ويمكن دورانه باليد حول محور رأسي، وحافته مدرجة 360 درجة، ومثبت بجانبه ورنية لقياس زاوية الدوران.
- المجهر البتروغرافي يوجد به عدسة تُعرف باسم عدسة برتراند في مكان متوسط بين عينية المجهر والمحلل، ويمكن إزاحتها عن مسار الضوء.
- يوجد بالمجهر البتروغرافي منشوران من نوع نيكول، أحدهما أسفل المسرح يعرف بالمستقطب، والثاني يقع فوق العدسة الشيئية ويعرف بالنيكول العلوي أو المحلل.
- يوجد بالعدسة العينية الخاصة بالمجهر المستقطب (البتروغرافي) شعرتان متعامدتان يقسمان مجال الرؤية إلى أربع رُبعيات.
- يوجد بالمجهر المستقطب مجموعة من العدسات المجمعة مركبة من عدة عدسات يمكن خفضها أو رفعها في مسار الضوء.
- يوجد بالمجهر المستقطب بعض الأجزاء الإضافية التي تلزم في استعمالات المجهر لدراسة المعادن مثل شريحة الجبس، والميكا، ووتد الكوارتز.[8]

## هوامش
- ملاحظة 1: مجهر بتروغرافي (والتي تكتب أيضاً بتروجرافي) هي ترجمة حرفية لمصطلح Petrographic Microscope؛ والذي يترجم أيضاً المجهر المستقطب. مع العلم أن كلمة Petrographic تعني الأمور المختصة بعلم الصخور.[16]